# Jingmen
Pronunciação
Jingmen (chinês tradicional: 荊門, chinês simplificado: 荆门, pinyin: Jīngmén) é uma prefeitura com nível de cidade na província de Hubei, na China.